# Flower (彩虹樂團單曲)
《flower》是日本樂團L'Arc~en~Ciel的第5張單曲。1996年10月17日發行。是L'Arc~en~Ciel的代表性歌曲。

## 簡介
精選輯『Clicked Singles Best 13』的人氣投票獲得第1位的彩虹初期代表曲。hyde在演唱會上演唱此曲時，會吹口琴，然後曲終時，會將口琴丟入觀眾席中，成為live定番。
首週初動約8萬張，最後陸續賣出數萬張，最後總銷量高達32萬多張，是他們當時最暢銷的單曲。

## 收錄曲目
1. flower
作詞、作曲：hyde；編曲：L'Arc〜en〜Ciel & Takao Konishi
富士系職業棒球新聞的主題曲（1996年10月-1997年3月）
2. 再見
作詞、作曲：hyde；編曲：編曲:L'Arc〜en〜Ciel & Takao Konishi
3. flower (hydeless version)
作曲：hyde；編曲：L'Arc〜en〜Ciel & Takao Konishi
此曲之後，所有單曲的卡拉版名稱都改為『hydeless version』。